# Akersbanerne
A/S Akersbanerne var et norsk offentligt ejet selskab, der drev sporveje og forstadsbaner i det nu forsvundne Aker herred omkring Oslo. Selskabet blev etableret i 1917 og åbnede forstadssporvejen Østensjøbanen i 1926. I 1933 overtog selskabet aktiemajoriteten i Holmenkolbanen, der ejede Holmenkollbanen, Sognsvannsbanen og Røabanen. Akersbanerne fusionerede med Oslo Sporveier i 1949, efter at Aker var blevet lagt sammen med Oslo.

## Historie
Selskabet blev grundlagt 7. juni 1917 for at koordinere byggeriet af nye forstadssporveje fra Oslo til de nye forstæder i Aker. Selskabet planlagde at bygge flere linjer i forlængelse af byens sporveje og at lægge dem i eget areal. Det projekt var Østensjøbanen, hvor byggeriet startede i 1922 med efterfølgende åbning fra Vålerenga til Bryn 18. december 1923 og videre til Oppsal 10. januar 1926. De første tre år blev de 1,5 km til Bryn trafikeret af sporvogne fra Kristiania Sporveisselskab. Men efter åbningen af hele banen kunne der ikke opnås en aftale med dets aftager, Oslo Sporveier, så det kom til at vare til 1937, før Akersbanerne kunne køre med sporvogne ind til centrum.
I den modsatte ende af byen begyndte selskabet byggeriet af Sognsvannsbanen i 1924, og i 1924 købte det Røabanen af A/S Holmenkolbanen. I 1928 blev Røabanen og Holmenkollbanen forlænget fra Majorstuen gennem den nye Fellestunnelen til Nationaltheatret. Bygherren A/S Holmenkolbanen havde imidlertid oparbejdet så meget gæld ved byggeriet, at man for at redde selskabet valgte at indskyde Sognsvannsbanen og Røabanen i A/S Holmenkolbanen, som så Akersbanerne så til gengæld fik aktiemajoriteten i. Fra 4. januar 1937 overtog Bærumsbanen sporvognsdriften på Østensjøbanen, om end Akersbanerne fortsatte som ejer af banen.
1. januar 1948 blev Oslo og Aker lagt sammen, og 31. maj 1949 blev Akersbanerne fusioneret med Oslo Sporveier under sidstnævntes navn.